# Symplecta (Psiloconopa) megarhabda
Symplecta (Psiloconopa) megarhabda is een tweevleugelige uit de familie steltmuggen (Limoniidae). De soort komt voor in het Nearctisch gebied.